# Юниън (окръг, Тенеси)
Вижте пояснителната страница за други значения на Юниън.
Окръг Юниън (на английски: Union County) е окръг в щата Тенеси, Съединени американски щати. Площта му е 640 km², а населението – 17 808 души (2000). Административен център е град Мейнардвил.